# Gare de Shichinohe-Towada
La gare de Shichinohe-Towada (七戸十和田駅, Shichinohe-Towada-eki) est une gare ferroviaire de la ville de Shichinohe, dans la préfecture d'Aomori, au Japon. Elle est uniquement desservie par la ligne Shinkansen Tōhoku de la JR East.

## Situation ferroviaire
La gare est située au point kilométrique (PK) 628,2 de la ligne Shinkansen Tōhoku.

## Histoire
La gare a été inaugurée le 4 décembre 2010 pour le prolongement de la ligne Shinkansen Tōhoku à Shin-Aomori.

## Service des voyageurs

### Accueil
La gare dispose d'un bâtiment voyageurs, avec guichets, ouvert tous les jours.

### Desserte
- Ligne Shinkansen Tōhoku :
  - voie 1 : direction Shin-Aomori
  - voie 2 : direction Morioka et Tokyo